# Limbo (film 2014 Noel)
Limbo è un film del 2014, diretto da Iván Noel.

## Trama
Il Limbo è una colonia di bambini-vampiri che hanno un'età compresa tra i 4 e i 120 anni. Essa è retta da un'ex infermiera profondamente religiosa, il cui scopo nella vita è trovare queste "anime perdute" e portarle nella sua colonia per poi prepararle a quello che pensa che Dio aveva in mente per loro: rimpiazzare il peccaminoso genere umano e creare una nuova razza di uomini.